# Bourrelet gingival

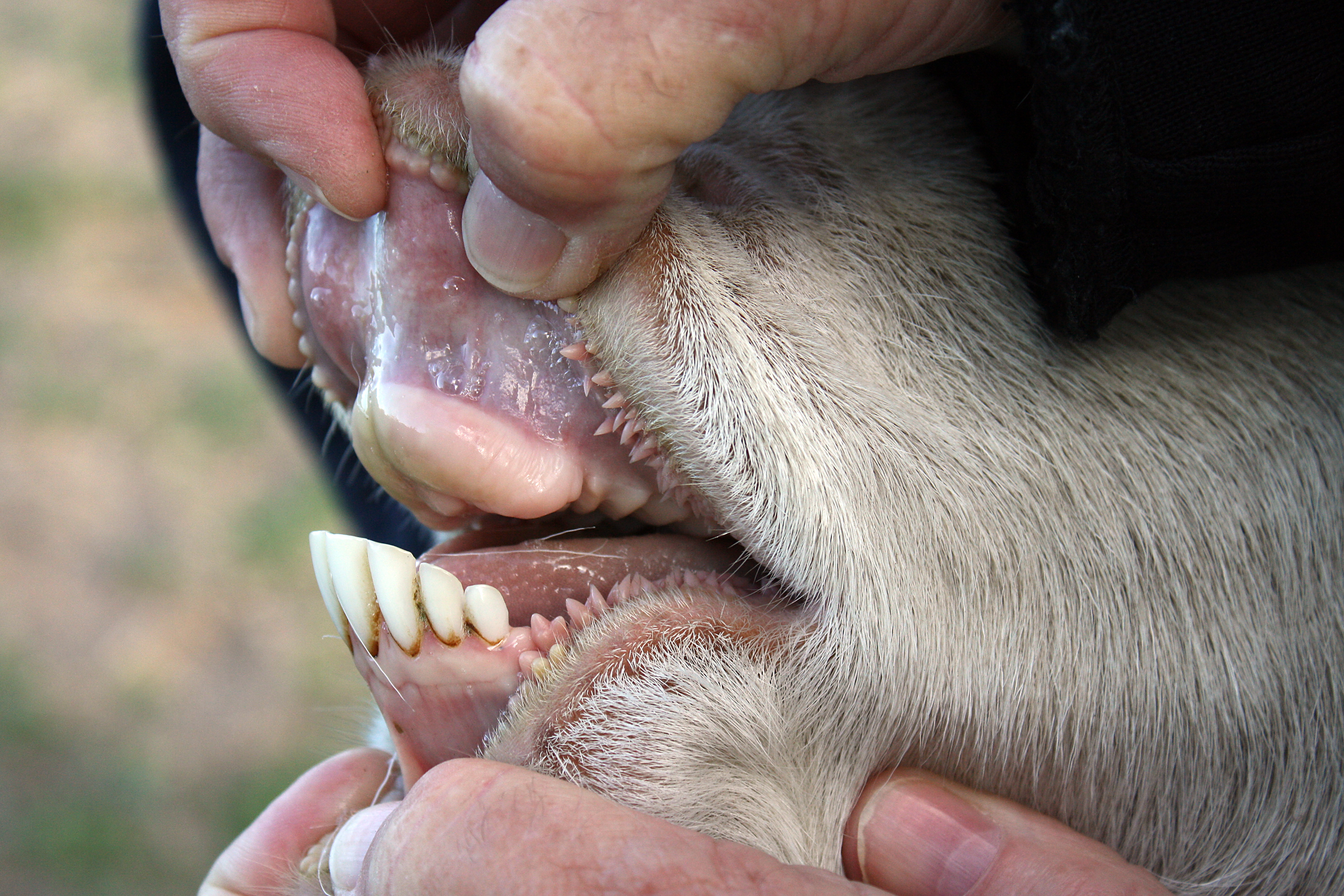
Bourrelet gingival d’un ruminant domestique. Noter l’absence d’incisives ou canines supérieures.

Le bourrelet gingival est un élément de l’anatomie buccale des ruminants qui supplée à l’absence d’incisives supérieures chez ces animaux et leur permet d’arracher des touffes d’herbes ou d'autres matières végétales,. Les bovins utilisent leur langue pour saisir la nourriture et la pincer entre le bourrelet gingival et les incisives inférieures. Cependant, comme ils ne peuvent pas sectionner l’herbe avec des dents, leur pâturage est inefficace à moins de 15 cm du sol.